# وادي سان فيرناندو
وادي سان فيرناندو المعروف محليًا باسم الوادي  هو واد حضري في مقاطعة لوس أنجلوس ، كاليفورنيا. يقع الوادي شمال حوض لوس أنجلوس مباشرةً، ويضم جزءًا من مدينة لوس أنجلوس الإضافة إلى مدن جليندال وبوربانك وكالاباساس وهيدن هيلز وسان فيرناندو. يشتهر الوادي باستوديوهات الأفلام الشهيرة مثل استوديوهات وارنر براذرز واستوديوهات والت ديزني. بالإضافة إلى ذلك فهو موطن لمدينة ملاهي يونيفرسل ستوديوز هوليوود.

## الجغرافيا
تبلغ مساحة وادي سان فيرناندو حوالي 260 ميل مربع (670 كـم2) تحده جبال سانتا سوزانا من الشمال الغربي وتلال سيمي من الغرب وجبال سانتا مونيكا وتلال تشالك من الجنوب وجبال فيردوجو من الشرق وجبال سان غابرييل من الشمال الشرقي. من الأحياء العالية والممرات والحدائق في وادي سان فيرناندو يمكن رؤية جبال سييرا بيلونا الشمالية وجبال توباتوبا الشمالية الغربية وجبال سانتا آنا الجنوبية وناطحات السحاب في وسط مدينة لوس أنجلوس.
يبدأ نهر لوس أنجلوس عند التقاء جدولي كالاباساس (أرويو كالاباساس) وبيل (إسكوربيون كريك)بين مدرسة كانوجا بارك الثانوية وشارع أوينزماوث (شمال شارع فانوين) في حي كانوجا بارك. تقع منابع هذه الجداول علي سفوح سانتا مونيكا في كالاباساس وتلال سيمي في مدينة هيدين هيلس ومنطقة سانتا سوزانا الميدانية وأراضي سانتا سوزانا باس بارك. يتدفق النهر شرقا على طول المناطق الجنوبية من الوادي. يمكن العثور على أحد شطري النهر غير المرصوفين في حوض سيبولفيدا. يصرف النهر الموسمي توجونجا واش كثيرا من مياهه في الغرب المواجه لجبال سان غابرييل ثم يمرعبر ويصبح جزءا من مركز هانسين دام الترفيهي. ثم يتدفق جنوبًا على طول جبال فيردوجو عبر التجمعات الشرقية للوادي لينضم إلى نهر لوس أنجلوس في حي استديو سيتي. من الروافد المعروفة للنهر دايتون وكاباليرو وبول وباكوما واش وفردوجو واش. يتراوح ارتفاع أرض الوادي من حوالي 600 قدم (180 م) إلى 1,200 قدم (370 م) فوق مستوى سطح البحر.
يقع معظم وادي سان فيرناندو ضمن نطاق سلطة مدينة لوس أنجلوس على الرغم من وجود عدد قليل من المدن المدمجة الأخرى داخل الوادي أيضًا حيث تقع بوربانك في الركن الجنوبي الشرقي من الوادي ومدينة سان فيرناندو (وهي محاطة بالكامل بلوس أنجلوس) في الوادي الشمالي الشرقي. يونيفرسال سيتي تقع في الجزء الجنوبي من الوادي وهي منطقة غير مدمجة تضم ساحة تصوير يونيفرسال بيكشرز ومنتزه ترفيهي. طريق مولهلاند الذي يمتد على طول خط التلال في جبال سانتا مونيكا يمثل الحدود بين الوادي وهوليوود ولوس أنجلوس ويست سايد. يرتبط وادي سان فيرناندو بمناطق أخرى مثل: وادي سانتا كلاريتا عبر الممر الجبلي نيوهول وويست سايد عبر الممر الجبلي سيبولفيدا وهوليوود عبر ممر كاهوينجا ووادي سيمي عبر ممر سانتا سوزانا ووادي كريسنتا عبر الطريق السريع 210 .

### المواطن الطبيعية
المواطن الطبيعية في الوادي هي «حيوم المراعي المعتدلة والسافانا والشجيرات» التي توجد المراعي وسافانا البلوط والغابات الحرشية تمثل هذه الأنواع مجتمعات نباتية وموائل للحيوانات جنبا إلى جنب مع الخصبة نباتات المناطق المشاطئة الخصبة على طول الانهار والجداول والينابيع. في هذا المناخ المتوسطي تألفت الزراعة الأوروبية بعد تسعينيات القرن الثامن عشر لدعم البعثات من العنب والتين والزيتون ومحاصيل الحدائق العامة.

## التمثيل الحكومي والسياسي

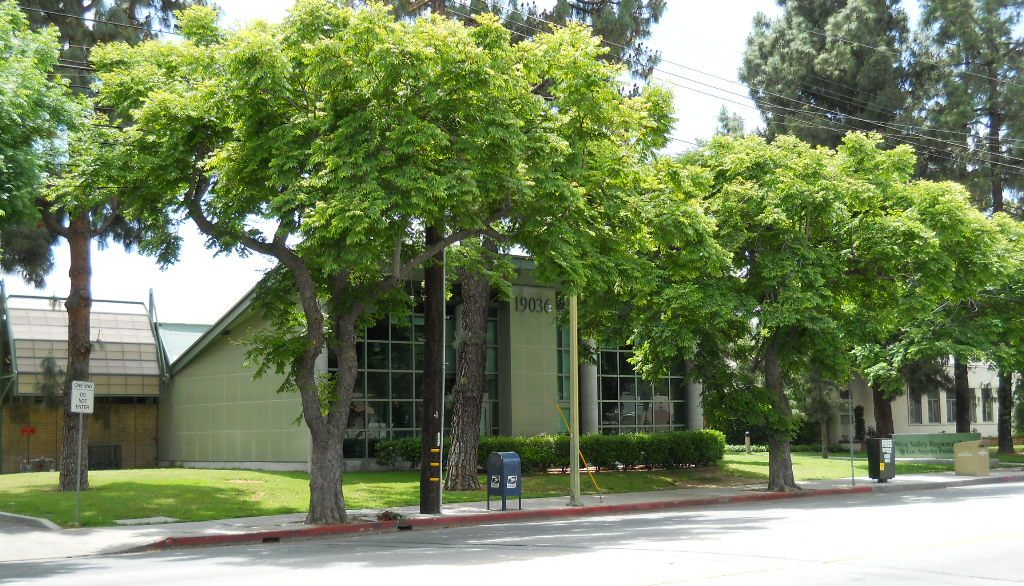
فرع ويست فالي الإقليمي لمكتبة لوس أنجلوس العامة في ريسيدا

يحتوي وادي سان فيرناندو على خمس مدن مدمجة هم: بوربانك، جليندال، كالاباساس، هيدين هيلز، سان فيرناندو وجزء من السادس من لوس أنجلوس التي تحكم غالبية الوادي. المجتمعات غير المدمجة (الأماكن المخصصة للتعداد) تحكمها مقاطعة لوس أنجلوس.

### التمثيل
ينقسم جزء لوس أنجلوس الذي يقع في الوادي إلى سبع مقاطعات تابعة لمجلس المدينة هم: 2 و 3 و 4 و 5 و 6 و 7 و 12. من مجالس الأحياء البالغ عددها 95 في المدينة يوجد 34 مجلسًا في الوادي. يمثل الوادي في الهيئة التشريعية لولاية كاليفورنيا خمسة أعضاء في مجلس الولاية هم: جيسي غابرييل (ديمقراطية) ولوز ريفاس (ديمقراطية) وأدرين نازاريان (ديمقراطي) وسوزيت مارتينيز فالاداريس (جمهورية) ولورا فريدمان (ديمقراطية). ويمثل وادي من قِبل ثلاثة من أعضاء مجلس الشيوخ ولاية كاليفورنيا هم: هنري ستيرن (ديمقراطي) وبوب هيرتزبيرج (ديموقراطي) وأنتوني بورتانتينو (ديمقراطي). يقع الوادي في أربع مناطق نيابية هم: 28، 29، 30، 33،  يمثلها على التوالي آدم شيف (ديمقراطي)، توني كارديناس (ديمقراطي)، براد شيرمان (ديمقراطي)، وتيد ليو (ديمقراطي). يُمثل الوادي في مجلس المشرفين في مقاطعة لوس أنجلوس من خلال منطقتين مع الجزء الغربي تمثلهم شيلا كويهل (ديمقراطية) والجزء الشرقي تمثله كاثرين بارغر (جمهورية).

### السياسة
يميل وادي سان فيرناندو في الغالب إلى دعم الديمقراطيين في انتخابات الولاية والانتخابات الوطنية. هذا صحيح بشكل واضح جدا في المناطق الجنوبية والتي تشمل شيرمان أوكس ومدينة بوربانك.

### الخدمات الحكومية
- يقع المركز الإداري للأقمار لوس أنجلوس الصناعية للوادي في فان نويس. المنطقة داخل وحول مجلس مدينة لوس أنجلوس فرع فان نويس تعد موطنًا لمركز شرطة ومحاكم عليا ذات اختصاص محدود وغير محدود ومكاتب إدارية في مدينة لوس أنجلوس ومقاطعاتها. نورثريدج هي موطن لجامعة ولاية كاليفورنيا ، نورثريدج (كانت تسمى في الأصل كلية سان فيرناندو فالي الحكومية).
- توجد العديد من فروع مكتبة لوس أنجلوس العامة في الوادي.
- قسم شرطة لوس أنجلوس، قسم شرطة مقاطعة لوس أنجلوس وأقسام مدينة الوادي المستقلة.
- إدارة إطفاء لوس أنجلوس، إدارة إطفاء مقاطعة لوس أنجلوس، إدارة شرطة بوربانك، وإدارات مدينة الوادي المستقلة.
- مجالس أحياء مدينة لوس أنجلوس.

## التاريخ

### ما قبل ولاية كاليفورنيا
كان الوادي مركزًا لـ «ملتقى الثقافات واللغات بما في ذلك تونغفا وفرناندينيو وتشوماش». عرف شعوب تونغفا، فيما بعد باسم (غابريلينو هنود البعثة)وذلك بعد فترة الاستعمار وقد كان شعب تاتافيم في الشمال وشعوب شوماش في الغرب.عاشت ونمت كل تلك

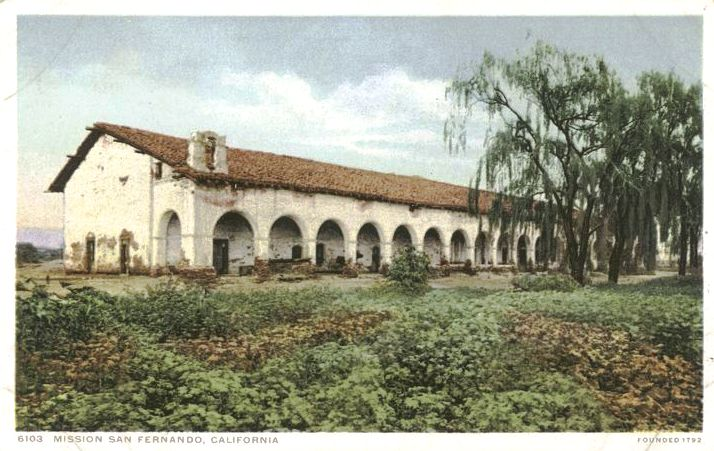
بعثة سان فيرناندو: في بطاقة بريدية حوالي عام 1900

القابائل والشعوب في الوادي وغدرانه لأكثر من 8000 سنة. كان لديهم العديد من المستوطنات ومعسكرات التجارة والصيد، كان ذلك قبل وصول قبل وصول الإسبان عام 1769 ليستقروا في الوادي.
كانت أول منحة أرض إسبانية في وادي سان فيرناندو (أو El Valle de Santa Catalina de Bononia de los Encinos ) تسمى «رانشو إنسينو» (حاليًا ميشن هيلز) في الجزء الشمالي من الوادي. بنى خوان فرانسيسكو رييس مسكنًا مصنوع من الطوب اللبن بجوار قرية تونغفا أو مزرعة الرانشيريا بجوار بعض الينابيع الطبيعية، ولكن سرعان ما تم أخذ الأرض منه حتى يمكن بناء مقر للبعثة الاسبانية هناك. تأسست بعثة اسبانيا في سان فيرناندو في عام 1797 باعتبارها البعثة السابعة عشرة من أصل 21 بعثة. منحت تجارة الأراضي خوان فرانسيسكو رييس اراضي باسم مشابه وهو رانشو لوس إنسينوس بجانب منطقة الينابيع أيضًا (منتزه لوس إنسينوس التاريخي في إنسينو الحالية).
تم التوقيع على معاهدة كاهوينجا، التي أنهت الحرب المكسيكية الأمريكية في ألتا كاليفورنيا في عام 1847 من قبل سكان كاليفورنيا والأمريكيين في مبني كاهوينجا مسكن عائلة فيردوجوعند مدخل ممر كاهوينجا في جنوب شرق وادي سان فيرناندو (شمال هوليوود). أنهت معاهدة غوادالوبي هيدالغو عام 1848 الحرب بأكملها.

### ولاية كاليفورنيا وما بعدها
أصبح الوادي رسميًا جزءًا من ولاية كاليفورنيا في 9 سبتمبر 1850 عندما تمت الموافقة على قانون ولاية كاليفورنيا من قبل الحكومة الفيدرالية. في عام 1874 تم تقديم زراعة القمح الجاف من قِبل جيه بي لانكرشيم وإسحاق فان نويس، والتي أصبحت منتجة للغاية لجمعيتهم (ارض سان فيرناندو) التي كانت تمتلك النصف الجنوبي من الوادي. في عام 1876 أرسلوا أول شحنة قمح من ميناء سان بيدرو من الولايات المتحدة إلى أوروبا.

### القرن الــ 20

#### القنوات المائية
من خلال قرار المحكمة في أواخر القرن التاسع عشر فازت لوس أنجلوس بحقوق جميع المياه السطحية المتدفقة فوق طبقات المياه الجوفية الموجودة تحت الوادي دون أن تكون داخل حدود المدينة. عرض مزارعو وادي سان فيرناندو شراء القناة المائية المتبقية لكن التشريع الفيدرالي الذي مكّن من بناء القناة منع لوس أنجلوس من بيع المياه خارج حدود المدينة. هذا تسبب في دفع عدة مدن مستقلة  محيطة بلوس أنجلوس للتصويت والموافقة على الضم إلى المدينة حتى يتمكنوا من الاتصال بشبكة المياه البلدية. أصبحت هذه المناطق الريفية جزءًا من لوس أنجلوس في عام 1915. نقلت مياه القناة الزراعة في المنطقة من المحاصيل الجافة مثل القمح إلى المحاصيل المروية مثل الذرة والفاصوليا والكوسا والقطن وبساتين المشمش والكاكي والجوز وبساتين الحمضيات الرئيسية من

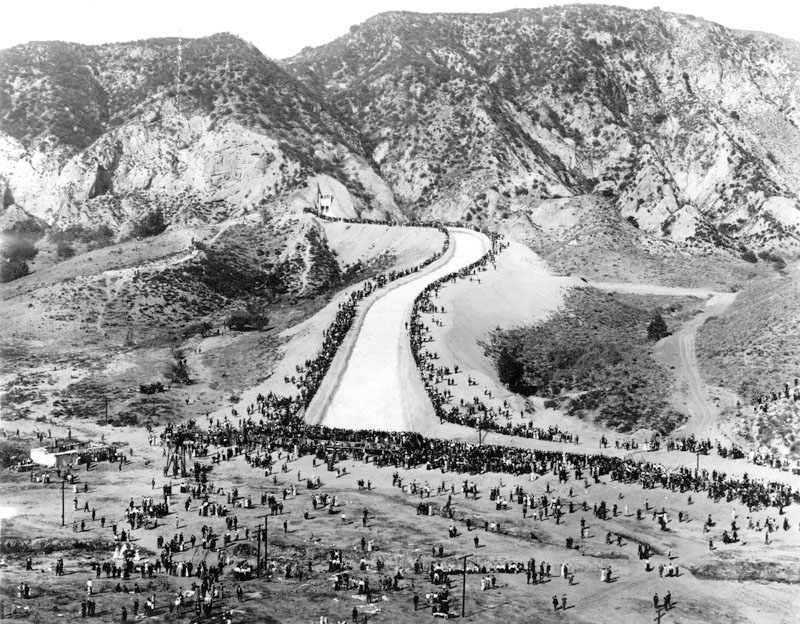
تتجمع الحشود لرؤية المياه الأولى التي تصل إلى الوادي عبر القناة الجديدة.

البرتقال والليمون. استمر الامر هكذا حتى عملية التطوير التالية التي غيرت استخدام الأراضي بالإضافة الي عمليات التنمدن العمراني وذلك بعد الحرب وقد تسببوا في عدم الإبقاء سوى علي عدد قليل من الاماكن الريفية الزراعية مثل بساتين «المتحف المفتوح» في حديقة أوركوت رانش وحرم جامعة كاليفورنيا.

#### التطويرات
في عام 1909 شركة سوبربان هومز وهي شركة بقيادة إتش جاي ويتلي المدير العام لمجلس التحكم إلى جانب هاري تشاندلر وهاريسون جراي أوتيس وم.اتش. شيرمان وأوتو. إف برانت قامت هذه الشركة بشراء 48000 فدان من شركة فارمنغ اند ميلنج مقابل 2500000 دولار. وضعت شركة سوبربان هومز خططًا لطرق ومدن كلا من فان نويس وريسيدا (ماريان) وكانوجا بارك (أوينزماوث). قام هنري إي هنتنغتون بتوسيع خط سكة حديد المحيط الهادئ الكهربائية عبر الوادي إلى أوينزماوث (الآن كانوجا بارك).تم ضم المناطق الريفية إلى مدينة لوس أنجلوس عام 1915.   وكلا من لوريل كانيون ولانكرشيم في عام 1923،  :45 وصن لاند في عام 1926،  :29 ولا تونا كانيون في عام 1926، ومدينة توجونجا في عملية مدتها ثماني سنوات استمرت من عام 1927 إلى عام 1935. ضاعفت عمليات الضم هذه مساحة المدينة بأكثر من الضعف.
تم دمج مدينتين في الوادي بشكل مستقل عن لوس أنجلوس: بوربانك وسان فيرناندو في عام 1911. لا تزال يونيفرسال سيتي غير مدمجة والتي تضم يونيفرسال بيكشرز والتي أصبحت موطنًا لـيونيفرسال سيتي ووك في وقت لاحق من هذا القرن. تشمل المناطق الأخرى غير المدمجة في الوادي بيل كانيون وكاجيل كانيون.
كما أدى ظهور ثلاث صناعات جديدة في أوائل القرن العشرين - الصور المتحركة والسيارات والطائرات - إلى تحفيز التوسع الحضري والنمو السكاني. أدى الإنتاج في فترة الحرب العالمية الثانية وما تلاها من طفرة ما بعد الحرب إلى تسريع هذا النمو بحيث تضاعف عدد سكان الوادي بين عامي 1945 و 1960 خمس مرات. واصلت لوس أنجلوس تعزيز أراضيها في وادي سان فيرناندو بضم رانشو إل إسكوربيون القريبة من كانوجا بارك- ويست هيلز في عام 1959، ومزرعة بورتر التاريخية الضخمة عند سفح جبال سانتا سوزانا من أجل التطويرات الجديدة المخطط لها فيها. في عام 1965.  وسعت الإضافات جزء لوس أنجلوس من وادي سان فيرناندو من 169 ميل مربع (438 كـم2) إلى 224 ميل مربع (580 كـم2) .
في أواخر سبعينيات القرن الماضي، كان هناك طريق سريع مقترح بين الشرق والغرب يحمل اسم 64 اس ار والذي كان سيقطع وسط الوادي من كالاباساس في الطرف الغربي من الوادي إلى تقاطع الطريق السريع اس ار-170 وأي-5 في صن فالي ولوس أنجلوس منالطرف الشرقي من الوادي، لكن المعارضة المحلية اكتسبت زخمًا ولم تتم الموافقة على الطريق السريع المقترح بناؤه.

### ثقافة البوب
يُعرف وادي سان فيرناندو محليًا باسم «الوادي».  في الثمانينيات من القرن الماضي، تم الاعتراف بثقافة شباب الوادي المميزة في وسائل الإعلام، لا سيما في عام 1982 أغنية كلا من فرانك زابا / مون زابا «فتاة الواديl» وفيلم فتاة الوادي عام 1983.  ساعد ذلك في إصلاح الصورة النمطية الاجتماعية والاقتصادية لـفكرة«فتاة الوادي» في الوعي العام، بما في ذلك لهجة الوادي المميزة. 

### زلزال نورثريدج
ضرب زلزال نورثريدج عام 1994 في الــ17 من يناير وبلغت قوته 6.7 درجة على مقياس العزم. أنتج أكبر حركات أرضية تم تسجيلها على الإطلاق في بيئة حضرية وكان أول زلزال يقع مركزه تحت مدينة أمريكية مباشرة منذ زلزال لونج بيتش عام 1933. تسبب في أكبر ضرر في الولايات المتحدة منذ زلزال سان فرانسيسكو 1906. على الرغم من تسمية نورثريدج، كان مركز الزلزال يقع في ريسيدا، بين شارعي أرمينتا وإنغومار. وبلغ عدد القتلى 57، وأصيب أكثر من 1500 شخص بجروح خطيرة. بعد أيام قليلة من الزلزال كان 9000 منزل وشركة تجارية لا تزال بدون كهرباء. كان 20000 بدون غاز. وأكثر من 48500 كان لديهم القليل من الماء أو لا يملكون على الإطلاق. تعرض حوالي 12500 مبنى لأضرار متوسطة إلى شديدة، مما ترك آلاف الأشخاص بلا مأوى مؤقتًا. من بين 66546 مبنى تم تفتيشها، تعرضت 6 في المائة منها لأضرار بالغة (علامة حمراء) و 17 في المائة بأضرار متوسطة (معلمة باللون الأصفر). بالإضافة إلى ذلك، أدت الأضرار التي لحقت بالعديد من الطرق السريعة الرئيسية التي تخدم لوس أنجلوس إلى اختناق نظام المرور في الأيام التي أعقبت الزلزال. حدثت أضرار كبيرة في الطريق السريع على بعد 25 ميل (40 كـم) من مركز الزلزال. أدت الانهيارات والأضرار الجسيمة الأخرى إلى إغلاق أجزاء من 11 طريقًا رئيسيًا إلى وسط مدينة لوس أنجلوس.
كانت هذه هي المرة الثانية خلال 23 عامًا التي يتأثر فيها وادي سان فيرناندو بزلزال قوي. في 9 فبراير 1971 وقع حدث بلغت قوته 6.5 درجة على مقياس ريختر حوالي 20 ميل (32 كـم) شمال شرق بؤرة حدث 1994. تسبب زلزال عام 1971 في مقتل 58 شخصًا وإصابة حوالي 2000 شخص. في ذلك الوقت كان زلزال سان فيرناندو عام 1971 أكثر الأحداث تدميراً التي تؤثر على لوس أنجلوس الكبرى منذ زلزال لونغ بيتش الذي بلغت قوته 6.3 درجة عام 1933.

### القرن الــ 21

#### الحقبة المعاصرة
بحلول أواخر التسعينيات أصبح وادي سان فيرناندو أكثر حضرية وأكثر تنوعًا عرقيًا مع تزايد الفقر والجريمة. في عام 2002 حاول الوادي الانفصال عن مدينة لوس أنجلوس ويصبح مدينته الخاصة هروبًا من الفقر والجريمة ونشاط العصابات والانحلال الحضري والبنية التحتية السيئة الصيانة في لوس أنجلوس. منذ محاولة الانفصال الفاشلة تلك تم بناء مبنى بلدية فان نويس في عام 2003 وتم افتتاح خط مترو أورانج في أكتوبر 2005 وتم افتتاح 35 مدرسة عامة جديدة بحلول عام 2012، وأصبحت التعددية العرقية في الوادي الآن من أصل لاتيني، متجاوزة بذلك عدد السكان البيض بنسبة 0.8٪.[بحاجة لمصدر]
بحلول عام 2017 بدأت العديد من مشاريع التنمية الحضرية في الوادي وخاصة في أحياء لوس أنجلوس في شمال هوليوود وبانوراما سيتي ووودلاند هيلز. بدأت هذه المشاريع مع المشاريع القليلة الأولى في ووودلاند هيلز وبدأ مشروع نوهو ويست في شمال هوليوود في وضع حجر الأساس والبناء في 6 أبريل 2017.[بحاجة لمصدر]
ستبدأ لا مترو في تشييد تطويرات لخط مترو اورانج في عام 2021 مع بوابات عبور وجسرين يعبران كل من سيبولفيدا وفان نيس بوليفاردس. سيحصل الوادي على أول خط سكة حديد خفيف في سبعة عقود بحلول عام 2027، مع بدء إنشاء الخط في عام 2021 على طول شارعفان نيس بوليفاردس وطريق سان فيرناندو.

## الاقتصاد
يعد الوادي موطنًا للعديد من الشركات أشهرها تعمل في مجال الأفلام وتسجيل الموسيقى والإنتاج التلفزيوني. كانت مزارع الأفلام السابقة فروعًا لاستوديوهات أصلية هي جزءا الآن من سي بي اس وان بي سي العالمية وشركة والت ديزني (وشبكتها التلفزيونية ايه بي سي) وورانر برذر.
كان الوادي معروفًا سابقًا بالتطورات في تكنولوجيا الطيران والبحوث النووية من قبل شركات مثل لوكهيد وروكيتدين ومختبر سانتا سوزانا الميداني وأتوميكس إنترناشيونال وليتون إندستريز وماركوارت وسلف شركة TRW طومسون رامو وولدريدج.

### أفلام البالغين
أصبح الوادي المنطقة الرائدة في إنتاج أفلام البالغين في السبعينيات ونما ليصبح موطنًا لصناعة المواد الإباحية التي تقدر بمليارات الدولارات مما أدى إلى كسب لقب وادي البورن   ووادي سان بورناندو.  يقع مقر الصحيفة التجارية الرائدة في هذه الصناعة مجلة ايه في ان في شمال غرب الوادي كما هو الحال مع غالبية موزعي المجلات ومقاطع الفيديو للبالغين في الولايات المتحدة. يستكشف فيلم ليال مرعبة لبول توماس أندرسون جوانب الوادي. وفقًا لسلسلة بورنكوبيا لــHBO ، في وقت واحد تم تصوير ما يقرب من 90 في المائة من جميع الأفلام الإباحية الموزعة قانونًا والتي تم إنتاجها في الولايات المتحدة أو تم إنتاجها بواسطة استوديوهات مقرها في وادي سان فيرناندو. بدأت صناعة المواد الإباحية في التدهور بحلول منتصف العقد الأول من القرن الحادي والعشرين ويرجع ذلك في الغالب إلى الكمية المتزايدة من المحتوى المجاني على الإنترنت مما قلل من رغبة المستهلكين في الدفع. في عام 2007 قدر المطلعون على الصناعة أن عائدات معظم شركات الإنتاج والتوزيع للبالغين قد انخفضت بنسبة 30 إلى 50 في المائة وأن عدد الأفلام الجديدة التي تم إنتاجها قد انخفض بشكل حاد.

### المرافق والبنية التحتية
يتم تقديم معظم المرافق في الوادي من قبل الحكومات البلدية العامة ولا سيما مدينتي لوس أنجلوس وبوربانك بينما لا يوجد سوى مرفقين مملوكين للقطاع الخاص للغاز والكهرباء في الوادي أيضًا. يوجد لشركة جنوب كاليفورنيا إديسون خطوط الكهرباء العلوية التي تمر عبر مدينة بوربانك وعبر أحياء مدينة لوس أنجلوس في سيلمار وميشن هيلز وأرليتا وشمال هوليوود وستوديو سيتي ووودلاند هيلز وجرانادا هيلز وبورتر رانش وتشاتسوورث أيضًا.
الوادي تخدمه شركات المرافق التالية:

#### الكهرباء
- إدارة المياه والطاقة في لوس أنجلوس (يخدم قسم مدينة لوس أنجلوس بأكمله الذي في الوادي والذي يمثل ثلثي مساحة الأرض وهو أيضًا أكبر مرفق كهربائي في وادي سان فيرناندو)
- بربانك للمياه والطاقة
- شركة جنوب كاليفورنيا إديسون (يخدم مدن سان فيرناندو وكالاباساس وهيدن هيلز) [37]

#### المــــاء
- إدارة المياه والطاقة في لوس أنجلوس (يخدم قسم مدينة لوس أنجلوس بأكمله الذي في الوادي والذي يمثل ثلثي مساحة الأرض)
- بربانك للمياه والطاقة
- مدينة سان فيرناندو
- منطقة متروبوليتان ووتر

#### الغاز الطبيعي
- شركة غاز جنوب كاليفورنيا

#### خدمة الهاتف
- ايه تي اند تي
- شركة فرونتير للاتصالات

#### التلفاز الكبلي
- شارتر للاتصالات

#### الصرف الصحي
- مدينة لوس انجليس
- مدينة سان فرناندو
- مدينة بوربانك

## حدائق ومنتجعات ترفيهية
يضم وادي سان فرناندو موطنًا العديد من الحدائق العامة في الأحياء، ومناطق ترفيه ومحميات طبيعية كبيرة. يتم الحفاظ على العديد من المحميات كأراضي حدائق عامة من قبل منطقة الترفيه الوطنية في جبال سانتا مونيكا التابعة لخدمات الحدائق الوطنية ومتنزهات ولاية كاليفورنيا والمقاطعات المحلية ومناطق المتنزهات البلدية.

### المناطق الترفيهية
- منتزه غريفيث الواقع في الطرف الجنوبي الشرقي من الوادي في هوليود هيلز.
- سد سيبولفيدا منطقة ترفيهية.
- منطقة سد هانسن الترفيهية.
- نهر لوس أنجلوس مع حدائق ذات مساحات مختلفة على طول الجزء من النهر الواقع في الوادي.

## المدن المدمجة

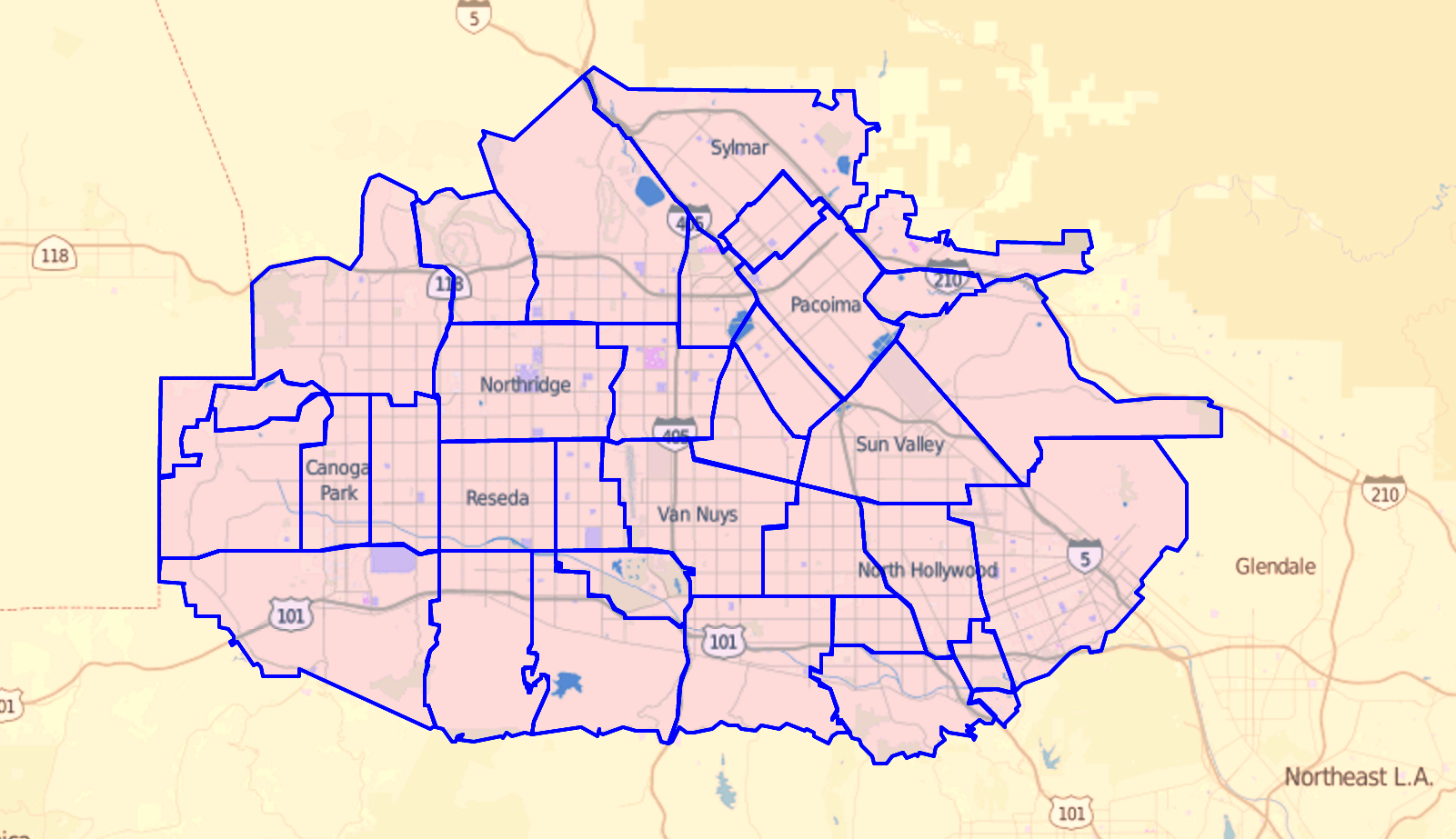
المجتمعات السكانية كما حددتها صحفية لوس انجلوس تايمز

- المجتمعات السكانية كما حددتها صحفية لوس انجلوس تايمزلوس أنجلوس

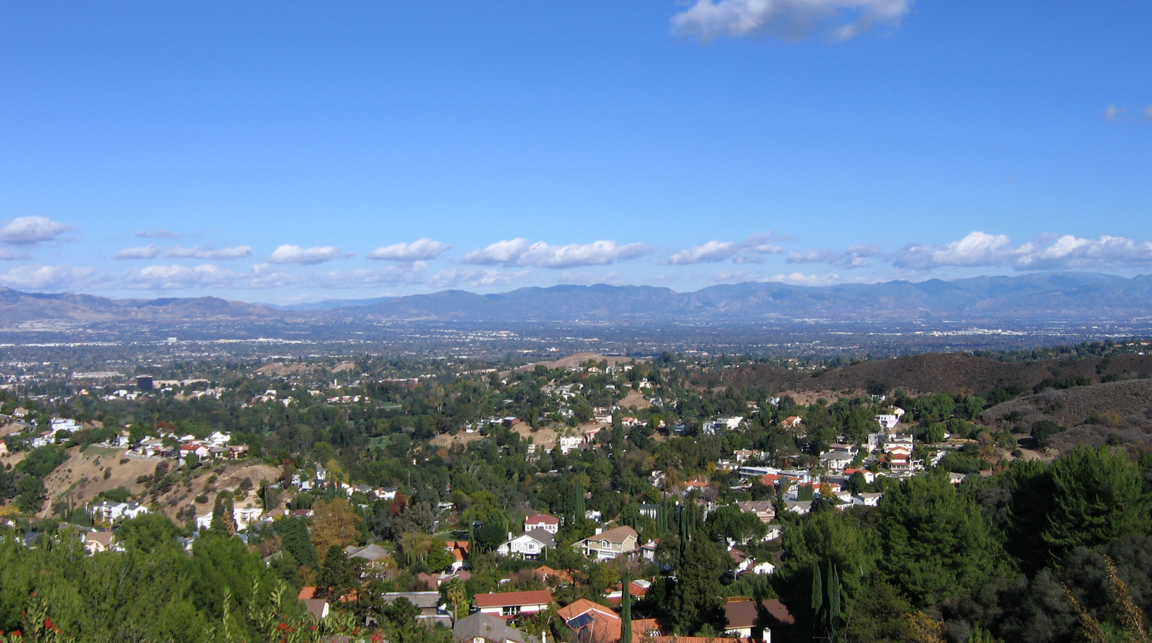
وادي سان فيرناندو من الجنوب الغربي

- بوربانك
- سان فيرناندو
- جليندال
- كالاباساس
- هيدين هيلز

## أعلام
- جوديث بارسي
- سيباستيان سوسيدو
- ميشيل موران
- روبرت ألارد
- ريتشي جينثر

## وصلات خارجية
- CSUN Digital Library: San Fernando Valley online Archives: vintage photos-maps-histories.
- CSUN: San Fernando Valley Statistics website
- CSUN San Fernando Valley Economic Research Center website